# Scott Mechlowicz
Scott David Mechlowicz (Nova York, 17 de janeiro de 1981) é um ator norte-americano. Ele começou a atuar em 2003, e até agora talvez seja mais conhecido por seus papéis nos filmes Quase Um Segredo, EuroTrip - Passaporte Para a Confusão e Poder Além da Vida.

## Biografia
Mechlowicz nasceu em Nova York e foi criado em uma família judia, sua mãe é terapeuta respiratória. Scott cresceu no Texas, onde conheceu a namorada Heather Weeks. Graduou-se na Plano Senior High School em 1999 e frequentou a Universidade do Texas em Austin por um semestre. Mechlowicz posteriormente se mudou para Los Angeles, Califórnia, onde estudou na UCLA e se formou em 2003, com honras, em Teatro.
Depois de aparecer em 2003 no curta, Neverland, Mechlowicz fez sua estreia no cinema na comédia adolescente, EuroTrip - Passaporte Para a Confusão, que estreou em fevereiro de 2004 e recebeu críticas mistas. No mesmo ano, ele estrelou no filme independente, Quase Um Segredo, que foi filmado em 2003, e recebeu um lançamento limitado nos cinemas, até agosto de 2004. No filme, que era um drama sombrio adolescente, Mechlowicz interpretou "Marty" o garoto mais velho de um grupo de adolescentes. O filme recebeu uma recepção positiva por parte da crítica. Mechlowicz também recebeu o prêmio Independent Spirit Awards por sua atuação em Quase Um Segredo. Em 2004 ele fez uma pequena aparição no vídeo para a canção "I don't want to be" de Gavin DeGraw, no qual ele interpreta um jogador de futebol. Em 2005, Mechlowicz fez uma aparição em um episódio da série televisiva House M.D..
Mechlowicz fez o drama Poder Além da Vida (baseado no livro Way of the Peaceful Warrior), no qual ele interpreta o papel de Dan Millman, com base no autor do livro. Seu próximo filme foi o thriller Gone, filmado em 2005 e lançado em 2007.

## Filmografia
| Filmes | Filmes              | Filmes                                | Filmes       |
| Ano    | Título Original     | Título (Brasil)                       | Papel        |
| ------ | ------------------- | ------------------------------------- | ------------ |
| 2003   | Neverland           | Neverland                             | Smee         |
| 2004   | Mean Creek          | Quase Um Segredo                      | Marty        |
| 2004   | EuroTrip            | EuroTrip - Passaporte Para a Confusão | Scott Thomas |
| 2006   | Peaceful Warrior    | Poder Além da Vida                    | Dan Millman  |
| 2007   | Gone                | Gone                                  | Taylor       |
| 2010   | Waiting for Forever | Waiting for Forever                   | Jim Donner   |
| 2010   | Undocumented        | Undocumented                          | Travis       |
| 2010   | Roadkill            | Roadkill                              | Anthony      |
| 2012   | Eden                |                                       | Jesse        |
| Séries |                     |                                       |              |
| Ano    | Título              | Papel                                 | Notas        |
| 2004   | House M.D.          | Dan                                   | 1 episódio   |

## Prêmios e Indicações
| Prêmios | Prêmios   | Prêmios                   | Prêmios       | Prêmios          |
| Ano     | Resultado | Premiação                 | Categoria     | Título           |
| ------- | --------- | ------------------------- | ------------- | ---------------- |
| 2005    | Venceu    | Independent Spirit Awards | Melhor Elenco | Quase Um Segredo |